# معجن

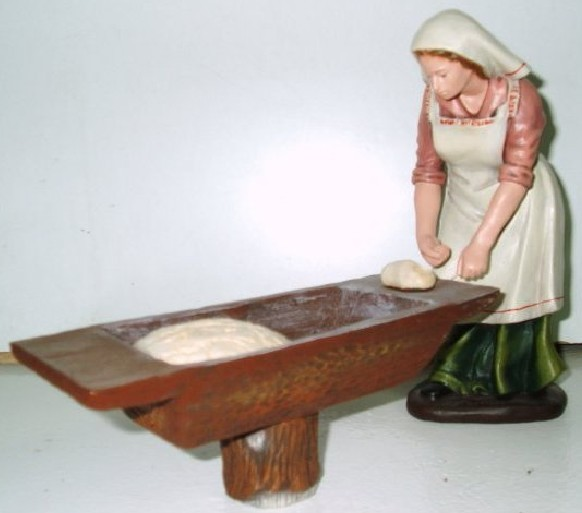
نموذج معجن من الغضال (الصلصال).

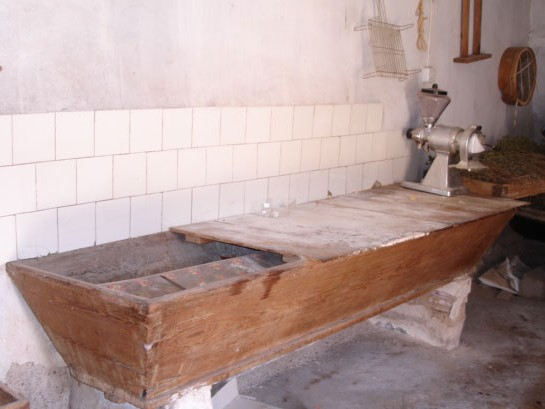
معجن في صناعة الخبز.

مِعْجَن أو حوض العجن وعاء مقعر وأداة عجن تقليدية تستخدم لصنع العجين. استُخْدِم الشكل الخشبي منه في أوروبا لعدة قرون في صناعة الخبز.

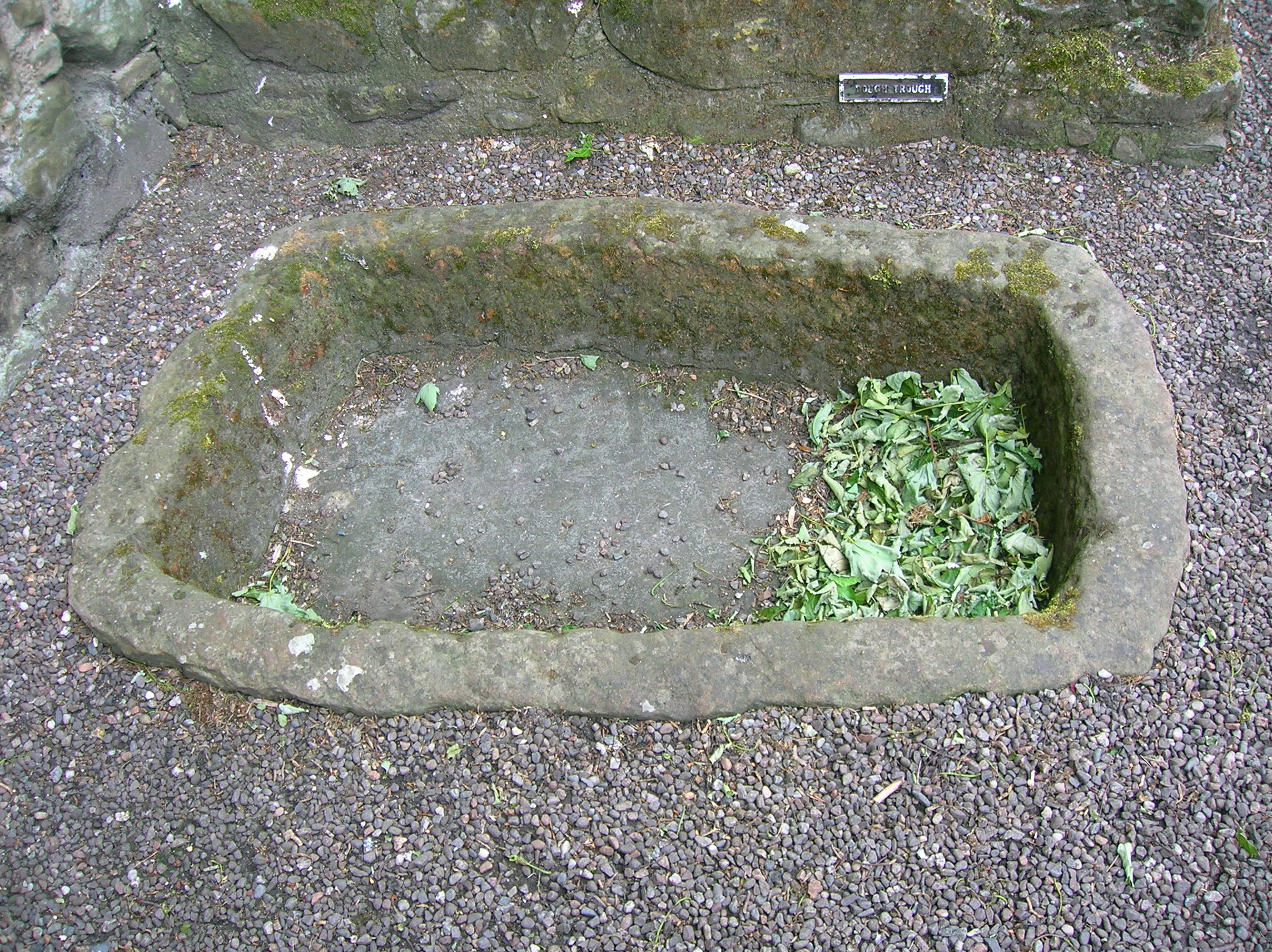
معجن من قلعة أبرادور ، فايف ، اسكتلندا.